# Kasza István
Kasza István (Szekszárd, 1970. január 4. –) egyszeres magyar bajnok labdarúgó.

## Pályafutása
A Tolna megyei Bátaszékről származik. Itt kezdett futballozni, majd 1984-ben a Szekszárdhoz került. A Szekszárdi Dózsa csapatában mutatkozott be az NB II-ben. Itt 1988-tól 1992-ig játszott, majd a szintén NB II-es Dorogi Bányászhoz igazolt, amely a Szekszárd csoport-ellenfele volt akkoriban. Az 1992–93-as bajnoki idényben a dorogi csapattal oda-vissza legyőzték a Szekszárdot úgy, hogy még gólt sem kaptak. Mindvégig versenyben voltak az NB. I-be való feljutásért, ám az utolsó fordulóban elszenvedett vereségük miatt meghiúsult a célkitűzésük. Ezt követően az első osztályú Vác igazolta le. A Duna-parti csapatban hét teljes bajnoki évadban szerepelt, ahol meghatározó játékossá vált. Összesen 170 NB I-es mérkőzésen játszott a Vác színeiben és védő létére 17 alkalommal szerzett gólt. Mindjárt az első évad hozta a legnagyobb sikert, amikor csapatával bajnoki címet nyertek. 
2000 elején a görög másodosztályú Olympiakosz Voloszhoz szerződött. 2000 nyarától a finn FC Lahti játékosa lett. 2000 végén visszaigazolt Dorogra, ahol az egyik legemlékezetesebb mérkőzésen a Siófok ellen vesztett helyzetből az ő góljával nyertek. A bajnokság végén minimális különbséggel lecsúsztak a bennmaradó helyről és búcsúzni kényszerültek volna az NB I/B-ből. A szerencse azonban a dorogiaknak kedvezett, mert visszalépés miatt megőrizhették NB I/B-s tagságukat. Az új idénytől Strausz László vezetőedző vette át a csapat irányítását, akivel egy csapatra való új játékos is érkezett és az alaposan felforgatott egykori keretből sokan távoztak, közte ő is. 2001 nyarán a Kecskeméti FC játékosa lett. 2003-ban a BKV Előréhez szerződött.

## Sikerei, díjai
Dorog
- Szuper Kupa Nemzetközi Teremlabdarúgó Torna-győztes (1993)
- Fair Play-díj (1993)

Vác
- Magyar bajnokság
  - 1.: 1993–94
- Pro Urbe-díj (1994)